# Кузнецовка (Архангельский район)
Кузнецовка (баш. Кузнецовка) — деревня в Краснозилимском сельсовете Архангельского района Республики Башкортостан России.

## Население
| 2002 | 2009 | 2010 |
| ---- | ---- | ---- |
| 28   | ↘17  | ↘13  |

Согласно переписи 2002 года, преобладающая национальность — русские (100 %).

## Географическое положение
Расстояние до:
- районного центра (Архангельское): 18 км,
- центра сельсовета (Красный Зилим): 5 км,
- ближайшей железнодорожной станции (Приуралье): 21 км.

Находится на правом берегу реки Зилим.